# Мошниково (Пестовський район)
Мошниково (рос. Мошниково) — хутір в Пестовському районі Новгородської області Російської Федерації.
Населення становить невідомо осіб. Входить до складу муніципального утворення Устюцьке сільське поселення.

## Історія
Від 2004 року входить до складу муніципального утворення Устюцьке сільське поселення

## Населення
1. Н/Д[2]

1. Н/Д[3]